# Christian Rudolph (Leichtathlet)

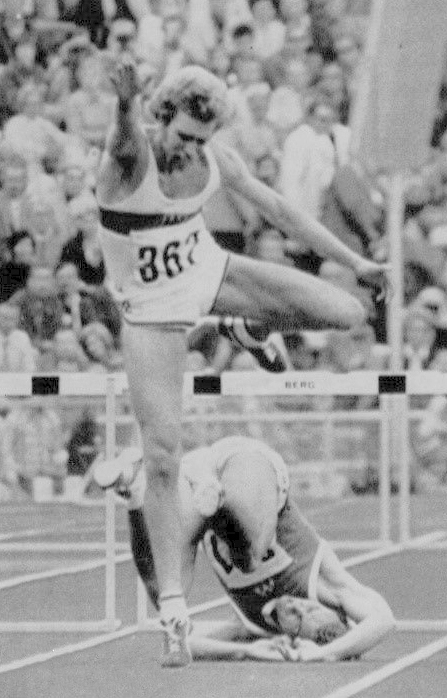
Christian Rudolph (rechts) und Dieter Büttner bei den Olympischen Sommerspielen 1972

Christian Rudolph (* 15. Februar 1949 in Bernsdorf) ist ein DDR-Leichtathlet, der Anfang der 1970er Jahre im 400-Meter-Hürdenlauf erfolgreich war. Bei den Europameisterschaften 1971 gewann er hinter Jean-Claude Nallet die Silbermedaille in DDR-Rekordzeit von 49,3 s. Diese Zeit war elektronisch mit 49,34 s gestoppt worden, der schnellsten Zeit, die Rudolph in seiner Karriere lief. Bei den Olympischen Spielen 1972 riss ihm die Achillessehne nach der letzten Hürde wenige Meter vor dem Ziel. Da die Achillessehne nicht das erste Mal riss, bedeutete dies das Ende seiner kurzen Karriere. Ein Versuch zur Rückkehr auf die Bahn endete bei der DDR-Meisterschaft im Juli 1973 im Zwischenlauf.
Christian Rudolph gehörte dem Sportverein SC Cottbus an. Von 1969 bis 1972 war er viermal in Folge DDR-Meister auf der langen Hürdenstrecke. In seiner Wettkampfzeit war er 1,85 m groß und 80 kg schwer.
Später arbeitete er als Fachlehrer für die Fächer Recht und Sport am Pückler-Gymnasium Cottbus.